# Microsoft Photo Editor
Microsoft Photo Editor — растровый редактор изображений, который входил в Microsoft Office версий с 97 по XP для Windows, который классифицировался как один из инструментов Microsoft Office Tools. Он был заменён на Microsoft Office Picture Manager, хотя некоторые возможности Photo Editor недоступны в Picture Manager.
Программа использовалась для редактирования растровых изображений с такими инструментами, как текстуризация, негатив, изменение гаммы, создание прозрачности в GIF и многие другие. Основана на HALO Desktop Imager от Media Cybernetics, L.P.
Ранние версии Photo Editor, включая версию, которая входила в Office 2000, стирали метаданные цифровых камер в JPEG-изображениях при сохранении.